# 울트라 점프
《울트라 점프》(ウルトラジャンプ 우루토라 잔푸[*])는 슈에이샤가 발행하는 일본의 월간 청년 만화 잡지이다.

## 개요
1995년에 《영 점프 초증간 울트라 점프》로서 발행된 것이 그 시작이며, 격월, 월간 등으로 변경되다가 1999년에 분리독립하는 형식으로 창간되었다. 발행일은 매월 19일. 약칭은 “UJ”.
다른 점프 계열 작품과 비교하여 신인작가를 많이 기용하지 않으며, 타 잡지 및 슈에이샤 이외의 출판사에서 작가를 데려오거나 타지에서 옮겨온 작품이 많은 것이 특징이다.

## 연재작 목록
연재순
| 작품 타이틀                                                                      | 작자 (작화)            | 원작자등                                     | 연재 시작호  | 변동 사항                     |
| -------------------------------------------------------------------------------- | ---------------------- | -------------------------------------------- | ------------ | ----------------------------- |
| 아가르타 (アガルタ)                                                              | 마츠모토 타카하루      | -                                            | 1997년8월호  | 휴제중                        |
| BASTARD!! -암흑의 파괴신- (BASTARD!! -暗黒の破壊神-)                             | 하기와라 카즈시        | －                                           | 2001년1월호  | 《주간 소년 점프》부터의 이동 |
| DOGS/BULLETS&CARNAGE (ドッグス / バレッツ・アンド・カーネイジ)                   | 미와 시로우            | －                                           | 2005년7월호  | 휴제중                        |
| GRANDEEK ReeL (グランディーク・リール)                                           | 오우세 코히메          | －                                           | 2005년12월호 |                               |
| PEACE MAKER (ピースメーカー)                                                     | 미나가와 료우지        | -                                            | 2007년7월호  |                               |
| 은여우 (ぎんぎつね)                                                              | 오치아이 사요리        | －                                           | 2009년6월호  |                               |
| 윤볼 -JUMBOR- (ユンボル -JUMBOR-)                                                | 타케이 히로유키        | 미카미 히로마사 (설정협력)                   | 2010년8월호  | 휴제중                        |
| 아드 아스트라 -스키피오와 한니발- (アド・アストラ -スキピオとハンニバル-)        | 카가노 미하치          | －                                           | 2011년4월호  |                               |
| 죠죠의 기묘한 모험 Part 8 죠죠리온 (ジョジョの奇妙な冒険 Part8 ジョジョリオン)   | 아라키 히로히코        | -                                            | 2011년6월호  |                               |
| 바이오그 트리니티 (バイオーグ・トリニティ)                                       | 오오구레 이토 (만화)   | 마이죠우 오우타로우 (원작)                   | 2013년1월호  |                               |
| 하야테×블레이드 2 (はやて×ブレード2)                                             | 하야시야 시즈루        | －                                           | 2013년9월호  |                               |
| 사랑은 빛 (恋は光)                                                               | 아키★에다              | -                                            | 2013년11월호 |                               |
| 타성 67 퍼센트 (惰性67パーセント)                                                | 시미마루               | －                                           | 2014년8월호  |                               |
| monster's kindergarten -괴인 유치원- (monster's kindergarten -怪人ようちえん-)   | 신카이다 테츠야로우    | －                                           | 2014년9월호  | 단기집중연재                  |
| 노 건즈 라이프 (ノー・ガンズ・ライフ)                                            | 카라스마 타스쿠        | －                                           | 2014년10월호 |                               |
| 아리아드네의 왕관 (アリアドネの冠)                                               | 시마자키 마리          | －                                           | 2015년4월호  | 휴제중                        |
| Levius/est (レビウス エスト)                                                     | 나카타 하루히사        | －                                           | 2015년5월호  |                               |
| La Vie en Doll (ラヴィアンドール)                                                | 이노우에 쥰야          | －                                           | 2015년6월호  | 《점프 改》부터의 이동        |
| selector infected WIXOSS〜마유의 방〜 (selector infected WIXOSS〜まゆのおへや〜) | nini (만화)            | LRIG (원작)                                  | 2015년8월호  |                               |
| 레이디 & 올드맨 (レディ＆オールドマン)                                           | 오노 나츠메            | －                                           | 2015년11월호 |                               |
| 라프스 테마파크 (ラパス・テーマパーク)                                           | 나리이에 신이치로우    | －                                           | 2015년12월호 |                               |
| RWBY (ルビー)                                                                    | 미와 시로우 (만화)     | Monty Oum & Rooster Teeth Productions (원작) | 2015년12월호 |                               |
| Moira (ミラ)                                                                     | 카츠라 유키마루 (만화) | Sound Horizon (원곡)                         | 2016년1월호  |                               |
| 커넥트 (コネクト)                                                                | 스즈키 마나츠          | －                                           | 2016년1월호  |                               |
| 모노노가타리 (もののがたり)                                                      | 오니군소우             | -                                            | 2016년2월호  | 《미라클 점프》부터의 이동    |
| 로젠 메이든 0 -제로- (ローゼンメイデン0 -ゼロ-)                                  | PEACH-PIT              | -                                            | 2016년3월호  |                               |
| 마왕님 잠깐 그것 좀!! (魔王様ちょっとそれとって!!)                               | 하루노 토모야          | －                                           | 2016년4월호  | 《미라클 점프》부터의 이동    |

## 같이 보기
- 주간 소년 점프
- 슈퍼 점프
- 주간 영 점프